# Majorana-deeltje
Een Majorana-deeltje of Majorana-fermion is een type fermion dat zijn eigen anti-deeltje is. Het andere type fermion heet Dirac-fermion, dat verschilt van zijn anti-deeltje. Tot dusver zijn alle fermionen in het standaardmodel van de deeltjesfysica Dirac-fermionen, behalve eventueel de neutrino's, maar deze zijn ook geen Majorana-fermionen. Er zijn wel verschillende bosonen die hun eigen anti-deeltje zijn, zoals het Z-boson en het foton. In de supersymmetrietheorie is het neutralino zijn eigen anti-deeltje.
De term wordt ook wel gebruikt wanneer men het heeft over quasideeltjes. Dat wil zeggen dat vele deeltjes zich collectief zodanig gedragen dat zij de eigenschappen van een enkel deeltje bezitten.

## Theorie
De Italiaanse natuurkundige Ettore Majorana stelde deze deeltjes in 1937 voor. Ongeladen spin-1/2 deeltjes kunnen beschreven worden door een reële golfvergelijking (de Majorana-vergelijking, een aanpassing van de Dirac-vergelijking), en zouden daarom gelijk zijn aan hun antideeltje (omdat de golffuncties van deeltje en antideeltje in elkaar overgaan door complexe conjugatie).
Het verschil tussen Majorana-fermionen en Dirac-fermionen kan wiskundig worden uitgedrukt met behulp van creatie- en annihilatie-operatoren (tweede kwantisatie). De creatie-operator γ†j schept een fermion in de kwantumtoestand j, terwijl de annihilatie-operator γj het vernietigt (ofwel het corresponderende antideeltje schept, dat komt op hetzelfde neer). Voor een Dirac-fermion verschillen de operatoren γ†j en γj, maar voor een Majorana-fermion zijn ze identiek.

## Quasideeltjes
In supergeleiders kunnen (niet-elementaire) quasideeltjes opduiken die zich gedragen als Majorana-fermionen en daarom - enigszins verwarrend - ook wel als "Majorana-fermionen" worden aangeduid. De supergeleider legt een elektron/gat-symmetrie op aan de aangeslagen toestanden van het quasideeltje, zodat een verband ontstaat tussen de creatie-operator γ(E) bij energie E en de annihilatie-operator γ†(−E) bij de negatieve energie −E. Op het Fermi-niveau E=0 geldt dat γ=γ† (beide operatoren zijn identiek) zodat de aangeslagen toestand net als een Majorana-fermion beschreven kan worden. Omdat het Fermi-niveau midden in de supergeleidende bandkloof (band gap) ligt, liggen deze toestanden eveneens midden in de band gap. Een kwantumvortex in sommige supergeleiders of supervloeistoffen kan deze toestanden 'vangen', zodat dit een bron van Majorana-fermionen is.

 Shockley-toestanden aan het oppervlak van de uiteinden van de supergeleidende draden of lijndefecten vormen andere, zuiver elektrische bronnen van Majorana-deeltjes.
Al eerder werd voorspeld dat Majorana-fermionen in supergeleiders gebruikt konden worden als bouwsteen voor een (niet-universele) topologische kwantumcomputer vanwege hun niet-Abelse anyonische statistiek.

## Experimentele ontdekking van het quasideeltje?

### Voorgeschiedenis
Een intensieve speurtocht om Majorana-fermionen in supergeleiders experimenteel waar te nemen

leidde in 2012 tot de eerste resultaten. In april 2012 publiceerde een Nederlandse onderzoeksgroep, het Kavli Institute of Nanoscience aan de TU Delft onder leiding van Leo Kouwenhoven, in Science een geslaagd experiment met een transistorschakeling. Nanodraden van indiumantimonide (InSb) zijn verbonden met twee contacten, het ene van goud en het andere met een supergeleidend laagje van NbTiN. In een matig sterk magnetisch veld van 100 mT wordt bij een nulspanning een piek in de elektrische geleidbaarheid gevonden die te verklaren is met de vorming van een paar van quasi-Majorana-deeltjes, elk aan een uiteinde van de nanodraad die in verbinding staat met de supergeleider. De gebonden toestanden blijven stabiel als het magneetveld en de spanning sterk gevarieerd worden. Het gaat hier niet om elementaire deeltjes, maar om zogeheten quasideeltjes, een groep deeltjes (hier elektronen en elektronengaten) die zich in bepaalde opzichten als een enkel deeltje gedraagt. Deze Majorana-quasideeltjes zouden zeer stabiel kunnen zijn, en daardoor goed geschikt kunnen zijn voor het bouwen van een zogenoemde kwantumcomputer.

### Vervolg
In februari 2021 werd bekend dat de onderzoeksleider Kouwenhoven het artikel over de ontdekking intrekt. De Technische Universiteit Delft heeft een integriteitsonderzoek ingesteld.